# José Julián Acosta
José Julián Acosta ou de seu nome completo José Julián Acosta y Calbo (San Juan, 16 de Fevereiro de 1825 — 16 de Agosto de 1891) foi um escritor advogado e político porto-riquenho. 

## Biografia
Foi deputado às Cortes de Espanha e abolicionista facto que lhe criou ideologias políticas que o levaram a ser membro do Partido Liberal Reformista local onde sempre lutou pela abolição da escravatura.
Lutou pela independência de Porto Rico, seu país adoptivo. dirigiu a rebelião denominada  Grito de Lares, ocorrida em 1867. Foi deputado em 1871.
Tinha licenciatura em Ciências Físico Matemáticas feita na Universidade Central de Madrid. 
Corria o ano de 1866 criou a Junta de Informação e tentou explicar no seu país natal a necessidade de reformas e da necessidade da abolição da escravatura nas colónias.
Foi eleito deputado nas Cortes Espanholas em 1871 e em 1879.
Editou vários trabalhos nas edições periódicas El Progresso e El Agente. Foi igualmente um elemento colaborante na fundação do Ateneu Porto-riquenho.
Durante muitos anos ensinou em trabalhou na Escola de Comércio, Agricultura e Náutica, experiência que o levou a publicar um Tratado de Agricultura.